# En ales de la dansa
En ales de la dansa (títol original en anglès Swing Time) és una pel·lícula musical estatunidenca de George Stevens estrenada el 1936 i doblada al català.
La famosa crítica de dansa, Arlene Croce, considera En ales de la dansa el millor musical de dansa d'Astaire i Rogers; una visió compartida per John Mueller i Hannah Hyam. A més a més, compta amb una de les millors valoracions de la crítica cinematogràfica de la dècada del 1930.

## Argument
Per protegir la seva carrera de ballarí, els amics de Lucky Garnett (Fred Astaire) l'empenyen a casar-se amb Margaret Watson (Betty Furness) robant-li els seus pantalons. Arribat al matrimoni, aconsegueix reconciliar-se amb el seu futur sogre, el jutge Watson (Harry Bernard), a condició que vagi a Nova York a fer fortuna i no torni fins que hagi ajuntat 25.000 dòlars.
Acompanyat de Pop (Victor Moore), va doncs a Nova York, senseres a la butxaca (havia apostat que aconseguiria casar-se). Coneix Penny Carroll (Ginger Rogers), qui li ensenya a ballar. Per conquerir-la, juga i guanya fins al moment en què s'apropa a la suma fatídica.

## Repartiment
- Fred Astaire: John "Lucky" Garnett
- Ginger Rogers: Penelope "Penny" Carroll
- Victor Moore: Edwin "Pop" Carderi
- Helen Broderick: Mabel Anderson
- Eric Blore: Mr Gordon
- Betty Furness: Margaret Watson
- Georges Metexa: Ricardo Romero
- Harry Bernard: el jutge Watson

## Producció
Inicialment, els títol de la pel·lícula era I Won't Dance i Never Gonna Dance, però els executius de l'estudi es preocuparen pensant que ningú no vindria a veure un musical on ningú ballés i el títol es canvià. Pick Yourself Up també es va considerar com un possible títol, així com també hi havia altres 15 opcions.
La partitura de Jerome Kern, la segona de les dues que va compondre especialment per a Astaire, conté tres de les seves cançons més memorables.